# Smiley Smile
| Recensione                    | Giudizio    |
| ----------------------------- | ----------- |
| AllMusic                      | [ 2 ]       |
| Ondarock                      | Consigliato |
| Blender                       | [ 3 ]       |
| Encyclopedia of Popular Music | [ 4 ]       |
| MusicHound Rock               | [ 5 ]       |
| Pitchfork                     | 9.5/10      |
| The Rolling Stone Album Guide |             |
| Piero Scaruffi                | 6/10        |

Smiley Smile è il dodicesimo album in studio del gruppo musicale statunitense Beach Boys pubblicato negli Stati Uniti il 18 settembre 1967 (Brother 9001) e nel Regno Unito nel novembre dello stesso anno.
Il disco raggiunse il quarantunesimo posto nella classifica americana e il nono in Gran Bretagna.
Attualmente Smiley Smile è disponibile in versione CD in abbinamento con Wild Honey, e con l'aggiunta di diverse tracce bonus del periodo. Le tracce extra includono versioni alternative e preliminari di Heroes and Villains, Good Vibrations, You're Welcome, Their Hearts Were Full of Spring, e Can't Wait Too Long.

## Descrizione

### Il fallimento del progetto originale:Smile
Dopo lo straordinario successo del singolo Good Vibrations che pubblicato nel 1966, raggiunse la prima posizione sia in Gran Bretagna che negli Stati Uniti, il progetto di Brian Wilson di comporre un concept album intitolato Smile, ispirato ai quattro elementi naturali (acqua, fuoco, terra, aria), venne largamente anticipato dal suo compositore sulla stampa. Per un anno esatto, dal maggio del '66 al maggio del '67, i Beach Boys registrarono di tutto e di più nei loro studi in California, guidati dalle sperimentazioni e dalla creatività del loro leader Brian Wilson. Ma il collasso psicofisico del genio del gruppo, unito a tutta una serie di altre cause, non ultima l'opposizione da parte di alcuni membri della band alla svolta psichedelica della loro musica voluta da Wilson, portarono prima alla ripetuta posticipazione della pubblicazione del disco, e successivamente obbligarono Derek Taylor, all'epoca agente stampa del gruppo, a dichiarare definitivamente in una conferenza stampa del 6 maggio 1967 che Smile non sarebbe mai uscito. Inoltre i Beach Boys, a causa della forte depressione nella quale era caduto Brian, cancellarono la programmata esibizione del giugno seguente al Monterey Pop Festival, che avrebbe potuto contribuire ad espandere la nuova reputazione della band come gruppo di art rock alternativo e più adulto. A causa però del recente rinnovo contrattuale con la Capitol, che prevedeva l'uscita di due album per quell'anno, i Beach Boys si ritirarono nella villa di Brian a Beverly Hills per completare il loro lavoro, o meglio, presentarlo decorosamente cercando di salvare il salvabile. Nacque così l'album in questione, Smiley Smile.

### Il contenuto dell'album
A prima vista, l'opera sembrerebbe un ulteriore sviluppo di quanto fatto dai Beach Boys su Pet Sounds. In realtà è solo una flebile ombra di ciò che doveva essere il progetto originario; l'opera che a detta del suo compositore doveva cambiare la storia della musica pop, ed avvicinare, se non superare, i Beatles in fatto di creatività, inventiva, ed influenza musicale, era ormai ridotta ad un accumulo delle idee più disparate e disordinate della band, con brani incompleti, riregistrati in tutta fretta, e lontani dall'idea originaria. Infatti, salvo Good Vibrations, nessuna delle canzoni dell'album è presente nella sua forma originale. Tutti i brani, da Wonderful, che a tratti ricorda una lugubre ninna nanna, a Heroes and Villains, che nelle intenzioni originarie di Brian Wilson doveva essere un lungo caleideoscopico riassunto della musica americana, furono arrangiati frettolosamente in un mese, ottenendo un risultato che lascia molto a desiderare (rispetto alle aspettative createsi). Inoltre Wind Chimes e Vegetables furono modificate pesantemente con degli arrangiamenti molto semplificati, e un frammento di uno strumentale intitolato The Elements: Fire, che sarebbe dovuto apparire su Smile, venne totalmente riscritto in forma di breve pezzo strumentale e reintitolato Fall Breaks and Back to Winter. La band aggiunse anche altri nuovi brani scritti appositamente per il nuovo album da consegnare alla Capitol Records (che naturalmente non c'entravano niente con l'idea alla base di Smile).

### Vendite e reazioni da parte della critica
Quando Smiley Smile fu finalmente pubblicato nel settembre 1967, le reazioni della critica, soprattutto in America, non furono affatto benevole; l'album fu immediatamente bistrattato un po' da tutti, anche alla luce di ciò che la critica stava aspettando ansiosamente con l'anticipato Smile. L'album raggiunse un deludente 41º posto nelle classifiche americane, restando solo 21 settimane in classifica ed ottenendo il peggior risultato del gruppo sin dai tempi di Surfin' Safari, l'album di debutto della band datato 1962. In Gran Bretagna la reazione del pubblico fu migliore e l'album arrivò al 9º posto delle classifiche di vendita.
Quel che è certo è che comunque Smiley Smile rappresentò una grossa delusione e la fine del periodo più fecondo del genio creativo di Brian Wilson e di conseguenza del momento di massima rilevanza artistica dei Beach Boys che avrebbero raccolto ancora qualche successo negli anni a venire senza però raggiungere mai più i livelli del periodo di Pet Sounds e Good Vibrations. Nello specifico, Brian Wilson si sarebbe ripreso dalla cocente delusione della cancellazione di Smile solo a partire dal 1975.
Nonostante il generale biasimo con il quale venne accolto Smiley Smile, alcuni celebri musicisti si dichiararono ammiratori dell'album, come, per esempio, Pete Townshend degli Who, e Robbie Robertson della Band. Con il passare degli anni, la considerazione di critici e fan verso Smiley Smile è cresciuta considerevolmente, e il disco è diventato uno degli album più amati della discografia dei Beach Boys.

### Descrizione dei brani

#### Heroes and Villains
La composizione era stata ideata per essere sia il fulcro dello Smile originale sia il filo conduttore melodico dell'intera opera che avrebbe dovuto collegare insieme i vari brani del disco. Nel gennaio 1967 venne anche preparata una versione definitiva del brano diviso in due parti per la pubblicazione su singolo, ma per ragioni mai ben chiarite, tale versione non venne mai pubblicata. Nella forma presente in Smiley Smile, la traccia è una nuova versione tronca ri-registrata da capo per volere di Brian Wilson nel suo studio casalingo di Bel Air in un arrangiamento semplificato. In questa veste "riveduta e corretta", la canzone venne pubblicata come primo singolo estratto dall'album piazzandosi alla posizione numero 12 della classifica statunitense ed alla posizione numero 8 in Gran Bretagna.

#### Vegetables
Indicata durante le sessioni di Smile con il titolo Vega-Tables, la canzone di Smiley Smile che possiede uno dei testi più surreali e deliranti (opera della penna di Van Dyke Parks), è qui presentata in veste nuovamente semplificata rispetto al complesso arrangiamento originario. Infatti in Smile il brano avrebbe dovuto inglobare nella sezione mediana anche il frammento musicale noto come Mama Says pubblicato in seguito su Wild Honey, il successivo album del gruppo. Anche così comunque, Vegetables è una delle canzoni più caratteristiche ed originali di Smiley Smile, contenendo anche l'ospite d'eccezione Paul McCartney (all'epoca alle prese con la registrazione di Sgt. Pepper's Lonely Hearts Club Band con i Beatles) impegnato a masticare rumorosamente gambi di sedano e carote insieme a Brian Wilson per fornire l'accompagnamento ritmico al brano. Nel finale è possibile ascoltare un frammento della versione originale della canzone preparata per Smile.

#### Fall Breaks and Back to Winter(Woody Woodpecker Symphony)
Si tratta di un brano solo strumentale ricavato da una traccia mai completata che sarebbe dovuta apparire in Smile, indicata alternativamente con i titoli Fire e Mrs. O'Leary's Cow. In questa versione è spogliata dello strano tono minaccioso e della durezza dell'originale, rallentata considerevolmente, e infarcita di strambi effetti sonori che riecheggiano anche il tema del personaggio dei cartoni animati Woody Woodpecker (in Italia noto come "Picchiarello").

#### She's Goin' Bald
Primo dei brani scritti ex-novo dalla band per l'inclusione forzata in Smiley Smile, contiene un curioso effetto di velocizzazione dei nastri delle tracce vocali (a partire dal verso «What a Blow... ») che fanno sembrare le voci dei Beach Boys come quelle di chi avesse inalato del gas elio (che se respirato rende la voce acuta e nasale). Musicalmente è un tipico pezzo melodico alla Beach Boys "prima maniera" con armonie vocali ricercate. La prima stesura della canzone aveva un testo completamente differente nel quale invece di una donna, era un uomo d'affari a diventare calvo.

#### Little Pad
Altro brano usa e getta frettolosamente inciso dai Beach Boys per rimpolpare l'album in uscita. Eseguito in maniera scanzonata e trasandata, contiene comunque pregevoli armonie vocali collettive.

#### Good Vibrations
Sicuramente il brano più celebre di tutto il disco, ed uno dei capolavori produttivi e compositivi di Brian Wilson. Le prime sessioni di registrazione per il brano si ebbero il 17 e 18 febbraio del 1966, e la lavorazione, lunga e laboriosa, si protrasse a lungo nel tempo. Good Vibrations venne creata impiegando una tecnica di registrazione mai sperimentata in precedenza: furono incisi circa 30 minuti di sezioni musicali sparse, successivamente unite insieme e ridotte al formato classico della canzone pop da 3 minuti di durata. Molti nell'entourage dei Beach Boys erano scettici circa un così complesso e dispendioso processo creativo, come lo stesso Brian Wilson raccontò: «Molti mi dicevano non puoi fare questo, è troppo moderna, oppure diventerà troppo lunga» e che egli rispose: «No, non sarà troppo lunga, durerà esattamente quanto deve durare, durerà il giusto». La canzone spazzò via velocemente qualsiasi dubbio diventando il maggior successo commerciale della band, raggiungendo la vetta delle classifiche sia in Gran Bretagna che negli Stati Uniti. Solamente Good Vibrations apparve su Smiley Smile nella sua versione originale (anche se venne inclusa dietro insistenza della Capitol per rendere l'album più appetibile commercialmente, nonostante il parere contrario di Brian Wilson che non voleva includere un brano già pubblicato su singolo in precedenza).

#### With Me Tonight
L'introduzione del brano venne originariamente registrata come un canto corale, poi "gonfiata" fino a diventare una canzone vera e propria. Il testo è poco più che la ripetizione del titolo stesso del brano recitato su un tappeto di armonie vocali.

#### Wind Chimes
Insieme a Wonderful è una delle tracce dell'abortito Smile che subirono un trattamento drastico in quanto a rielaborazione. In questa versione molto rallentata acquisisce una bizzarra connotazione sinistra ed inquietante, che però ne disperde l'originale ricchezza melodica. La nuova versione di Wind Chimes venne registrata dalla band il 10 e 11 luglio nello studio casalingo di Brian Wilson a Los Angeles. Il pezzo inizia in maniera simile alla versione originale, ma il resto della canzone è totalmente differente, terminando con un'improvvisazione vocale basata su un altro brano di Smile intitolato Holidays.

#### Gettin' Hungry
Pubblicata su singolo, e curiosamente accreditata ai soli "Brian & Mike" anziché all'intero gruppo, la canzone è un rock senza troppe pretese con un arrangiamento minimale che anticipa il materiale più duro del successivo Wild Honey.

#### Wonderful
Il brano contiene uno strano intermezzo fatto di voci e risate sulla falsariga di quelli presenti nell'album Beach Boys' Party! Inoltre è l'ultima traccia superstite delle sessioni di Smile ad essere stata ripescata per il nuovo album. È qui presentata in un arrangiamento molto semplificato rispetto alle prime versioni.

#### Whistle In
Si tratta di un breve canto corale che presumibilmente doveva essere parte integrante della Heroes and Villains originale. Ne esiste una versione incisa il 27 gennaio 1967, lo stesso giorno nel quale fu registrata la sezione che inizia con le parole: «In the cantina... » di Heroes and Villains.

## Tracce
Lato A
1. Heroes and Villains (Brian Wilson/V.D.Parks) - 3:37 1
2. Vegetables (Brian Wilson/V.D.Parks) - 2:07 2-7
3. Fall Breaks and Back To Winter (Woody Woodpecker Symphony) (Brian Wilson) - 2:15 3
4. She's Goin' Bald (Brian Wilson/V.D.Parks/Mike Love) - 2:15 4
5. Little Pad (Brian Wilson) - 2:30 5

Lato B
1. Good Vibrations (Brian Wilson/Mike Love) - 3:36 6
2. With Me Tonight (Brian Wilson) - 2:17 5
3. Wind Chimes (Brian Wilson) - 2:36 6
4. Gettin' Hungry (Brian Wilson/Mike Love) - 2:27 1-4
5. Wonderful (Brian Wilson/V.D.Parks) - 2:21 5
6. Whistle In (Brian Wilson) - 1:04 4-5

### Specifiche esecutori
- 1 con Brian Wilson come voce solista
- 2 con Al Jardine come voce solista
- 3 Strumentale
- 4 con Mike Love come voce solista
- 5 con Carl Wilson come voce solista
- 6 Beach Boys in coro
- 7 Paul McCartney sgranocchiamento sedano e carote